# Justus Sustermans

Maria Madalena de Áustria, esposa do Grão duque Cosme II de Médici e irmã do imperador Fernando de Habsburgo, com o seu filho, futuro Fernando II.

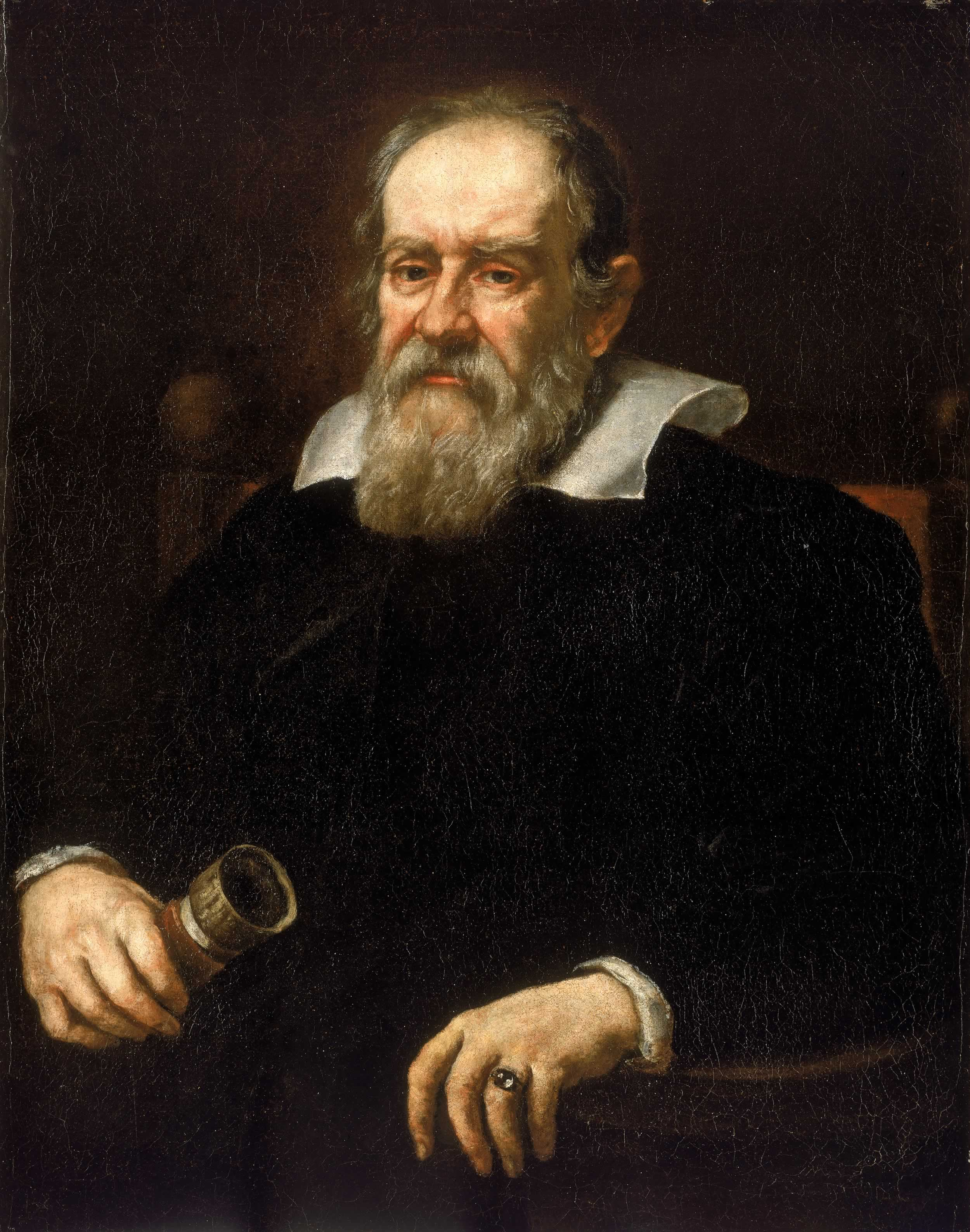
Retrato de Galileu Galilei, por Justus Sustermans.

Justus Sustermans ( 28 de Setembro de 1597 - 23 de Abril de 1681 ), também conhecido como Giusto Sustermans, foi um pintor flamengo do estilo barroco. Ele nasceu em Antuérpia e morreu em Florença.
Sustermans é principalmente notável pelos seus retratos de membros da família de Médici, pois ele era pintor da sua corte. O seu trabalho pode ser encontrado tanto na Galeria Palatina e na Galeria Uffizi, em Florença, e em muitas outras galerias ao redor do mundo. Durante a sua vida ele foi considerado como o melhor pintor de retratos em Itália.
Ele estudou primeiro em Antuérpia sob tutor de Willem de Vos ( um sobrinho do pintor Marten de Vos ), tornando-se seu assistente em 1609. Em seguida, ele passou três anos e meio em Paris, onde estudou e colaborou com Frans Pourbus o jovem. Ele acabou sendo convidado para Florença sob o patrocínio da família Médici, onde estudou retratistas italianos, como Guercino, o espanhol Diego Velázquez e o francês Pierre Mignard. Enquanto na Itália ele também foi influenciado pelos artistas venezianos.

## Pinturas

### FamíliaMédici
Em 1620, Sustermans foi a Florença para servir como o pintor da corte de Cosme II de Médici, Grão-Duque da Toscana. Ele tornou-se associado com a família Médici no ano em que Cosme II morreu, e passou o resto da sua carreira ao serviço dos Médici, pintando em várias cidades italianas, bem como Innsbruck e Viena. Os retratos de Sustermans documentam três gerações da família Médici.
Acredita-se que o primeiro trabalho que ele produziu para os Médici, foi o retrato de 1622 da viúva de Cosme II, Maria Madalena de Áustria, que está agora na coleção do Museu Real de Belas Artes da Bélgica. Como resultado, Maria Madalena tornou-se no primeiro mecenas de Sustermans. No ano seguinte, Sustermans completou a pintura de Maria Madalena da Áustria, esposa do grão-duque Cosme II de Médici e irmã do Imperador Fernando I, com o seu filho, futuro Fernando II,  um retrato duplo de Maria Madalena e do seu filho, Fernando, o futuro Fernando II de Médici, Grão-Duque da Toscana.
Fernando II teria treze anos no momento da conclusão da pintura, mas parece ter cerca de 4 ou 5 anos de idade no retrato. Além disso, a sua mãe parece muito mais jovem neste retrato do que em um retrato que Sustermans fez dela em 1622. Sustermans era conhecido por pintar crianças com precisão, por isso é improvável que o artista não soubesse fazer Fernando parecer a com a sua idade. Uma vez que o retrato foi entregue com um retrato póstumo do pai de Fernando, Cosme II, é bem possível que esta pintura seja para olhar para o passado, assim como o retrato póstumo de Cosme II olhou para trás no tempo em que ele estava vivo.
O seu neto Giovanni Vangheldri ( ativo 1651-1675 ) foi um artista de retratos de destaque para os Duques de Modena e Condes de Novellara.

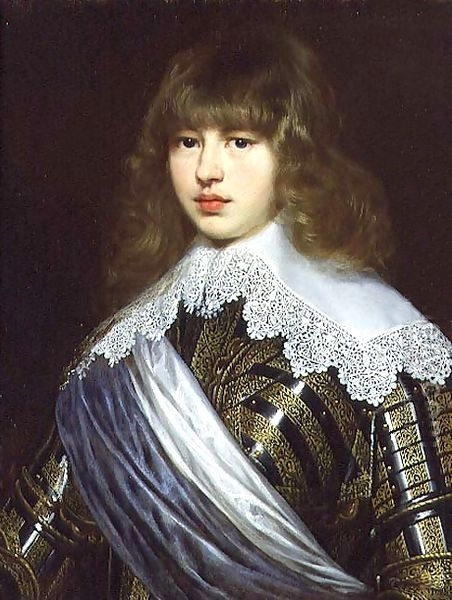
Retrato do Príncipe Valdemar, por Justus Sustermans.

### Obras em destaque
- Retrato de uma senhora, óleo sobre tela (Norton Simon Museum, Pasadena, Califórnia)
- Retrato de uma senhora usando pérolas, óleo sobre tela (Museu Odessa de Arte Ocidental e Oriental, Ucrânia)
- Os senadores de Florença juramento de fidelidade para Ferdinando II de Médici, óleo sobre tela, (Museu Ashmolean, Oxford)
- Retrato de Galileu Galilei, (mostrado à direita) óleo sobre tela (National Maritime Museum, Greenwich)
- Retrato de Galileu, óleo sobre tela (Galeria Uffizi, Florença)
- Retrato de uma mulher, óleo sobre tela (Museu Nacional da Sérvia), Belgrado
- Retrato do Grão-Duque Ferdinando II da Toscana e da sua esposa Vittoria della Rovere, óleo sobre tela (National Gallery , Londres)
- Vincente II Gonzaga, Duque de Mântua, óleo sobre tela
- Retrato do Cardial Carlos Fernando de Médici, óleo sobre tela (Museo Poldi Pezzoli, Milão)
- Maria Madalena de Áustria, esposa do grão-duque Cosme II de Médici e irmã do Imperador Fernando I, com seu filho, futuro Fernando II, óleo sobre tela (Summerfield Gallery, Flint Institute of Art, Flint, Michigan)
- A família de Dario à frente de Alexandre, (Biblioteca Museu Víctor Balaguer, Vilanova i la Geltrú )